# Big Brother: The Game
Big Brother: The Game is een computerspel dat werd ontwikkeld door Lost Boys. Het spel werd in 2000 uitgebracht voor Microsoft Windows. Big Brother: The Game is gebaseerd op het tv-programma Big Brother waarin meerdere mensen in één huis wonen en de hele dag gefilmd worden. Het spel is uitgeven in meerdere landen waar het werd aangepast aan het televisieprogramma van dat land.

## Gameplay
De speler bestuurt een kandidaat door een labyrint en verzamelt verschillende objecten op de grond liggen. De objecten die verzameld moeten worden verschillen per level . Terwijl de speler deze objecten verzameld wordt de kandidaat achtervolgd door de andere kandidaten; bij het aanraken verliest hij een van zijn drie levens. De gameplay heeft veel gelijkenissen met Pacman.
Bij het voltooien van de levels ontgrendelt de speler fragmenten uit de televisie-uitzending.